# Spyridium spadiceum
Spyridium spadiceum är en brakvedsväxtart som först beskrevs av Edward Fenzl, och fick sitt nu gällande namn av George Bentham. Spyridium spadiceum ingår i släktet Spyridium och familjen brakvedsväxter. Inga underarter finns listade i Catalogue of Life.